# ИБР-2
ИБР-2 (Импульсный Быстрый Реактор) — импульсный исследовательский пучковый реактор на быстрых нейтронах в Дубне. Находится в Лаборатории Нейтронной физики (ЛНФ) им. И. М. Франка в составе ОИЯИ. С 2006 по июнь 2011 года проходил модернизацию. Единственный атомный реактор в мире с подвижным отражателем. Принят в эксплуатацию 10 февраля 1984 года.
Исследования проводятся на выведенных пучках нейтронов.

## Подвижный отражатель
Главное отличие ИБР-2 от других реакторов состоит в механической модуляции реактивности с помощью подвижного отражателя (ПО). Подвижный отражатель является сложной механической системой, обеспечивающей надежную работу двух частей, определяющих модуляцию реактивности: основной подвижный отражатель (ОПО) и дополнительный подвижный отражатель (ДПО). Роторы ОПО и ДПО вращаются в противоположных направлениях с разными скоростями. В момент совмещения обоих отражателей у зоны реактора генерируется импульс мощности. Отражатели вращаются с помощью асинхронного двигателя и размещены в тонкостенном герметичном кожухе, заполненном гелием. Система охлаждения реактора трёхконтурная и из соображений безопасности состоит из двух петель. Теплоносителем в первом и втором контурах охлаждения является жидкий натрий, в третьем — воздух. Циркуляция жидкого натрия обеспечивается электромагнитными насосами.